# 廊

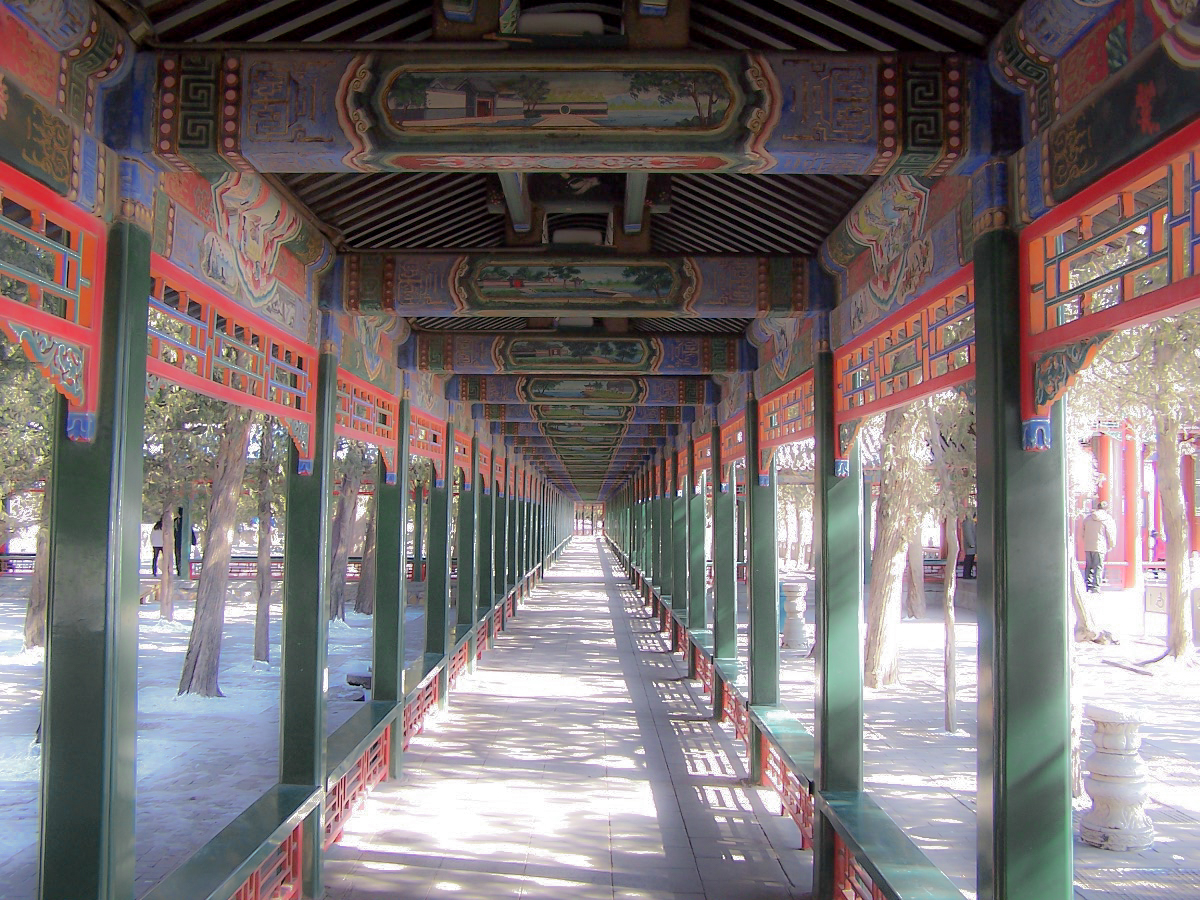
颐和园长廊

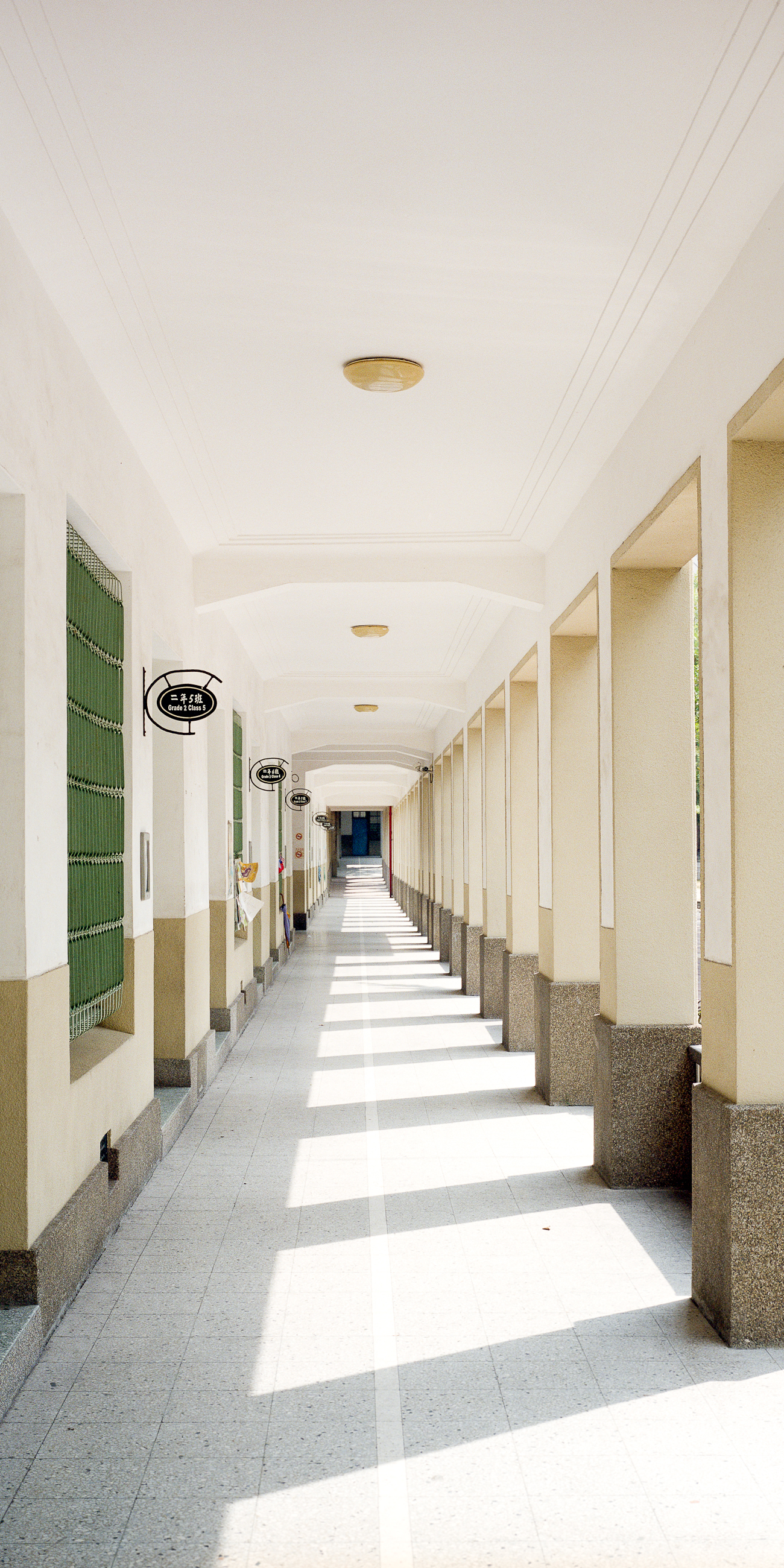
建築物的走廊屬有頂的過道，大多採光良好。圖為彰化縣中山國小走廊，陽光可自然灑入建物內。

廊，又称廊子，是指有顶的过道，可供遮阳、避雨、休息等用。
廊根据形式可分为回廊、游廊、檐廊等。其中回廊成“回”字形围绕庭院，游廊连接建筑物，檐廊则位于建筑物屋檐下。游廊又有穿山游廊、抄手游廊等形式，著名的游廊有颐和园长廊。廊以窗户封闭起来构成暖廊。
根据廊的造型及其与地形、环境的关系，可将其分为：直廊、曲廊、回廊、抄手廊、爬山廊、叠落廊、水廊、桥廊等。
有廊的桥称为廊桥。
长廊不是直廊。